# Willow (canção)
"Willow" (estilizado em letras minúsculas) é uma canção da cantora e compostitora estadunidense Taylor Swift, lançada em 11 de dezembro de 2020 pela Republic Records como o primeiro single de seu nono álbum de estúdio, Evermore (2020). Swift escreveu a canção com seu produtor Aaron Dessner. 

## Antecedentes e lançamento
"Willow" é sobre intriga, desejo e a complexidade que envolve querer alguém. Acho que parece lançar um feitiço para fazer alguém se apaixonar por você.— Swift American Songwriter
"Willow" foi um lançamento surpresa disponibilizado em 11 de dezembro de 2020, como primeiro single ao lado do segundo álbum surpresa de Swift, Evermore. A canção foi escrita por Swift e o seu produtor Aaron Dessner, onde trabalhou com Swift no seu oitavo álbum de estúdio, Folklore (2020). Dessner programou a faixa e tocou bateria, percussão, teclados, sintetizadores, piano e guitarras elétricas. A orquestração foi feita por Bryce Dessner. Greg Calbi e Steve Fallone masterizaram a faixa em Sterling Sound, Edgewater, Nova Jérsia, enquanto Jonathan Low mixou no Long Pond Studios em Hudson Valley, Nova Iorque.
Em 13 de dezembro de 2020, aniversário de 31 anos de Swift, uma versão eletrônica de "Dancing Witch" de "Willow" foi lançada, remixada pela produtora sueca Elvira. Foi seguido por uma versão acústica "Lonely Witch" em 14 de dezembro, e uma versão de "Moonlit Witch" em 15 de dezembro. Um vídeo para a versão "Lonely Witch" com fotos dos bastidores do videoclipe de "Willow" e um vídeo para a versão "Dancing Witch" com os storyboards do videoclipe de "Willow", foram publicados no canal de Swift no YouTube em 15 de dezembro de 2020.

## Composição e letra

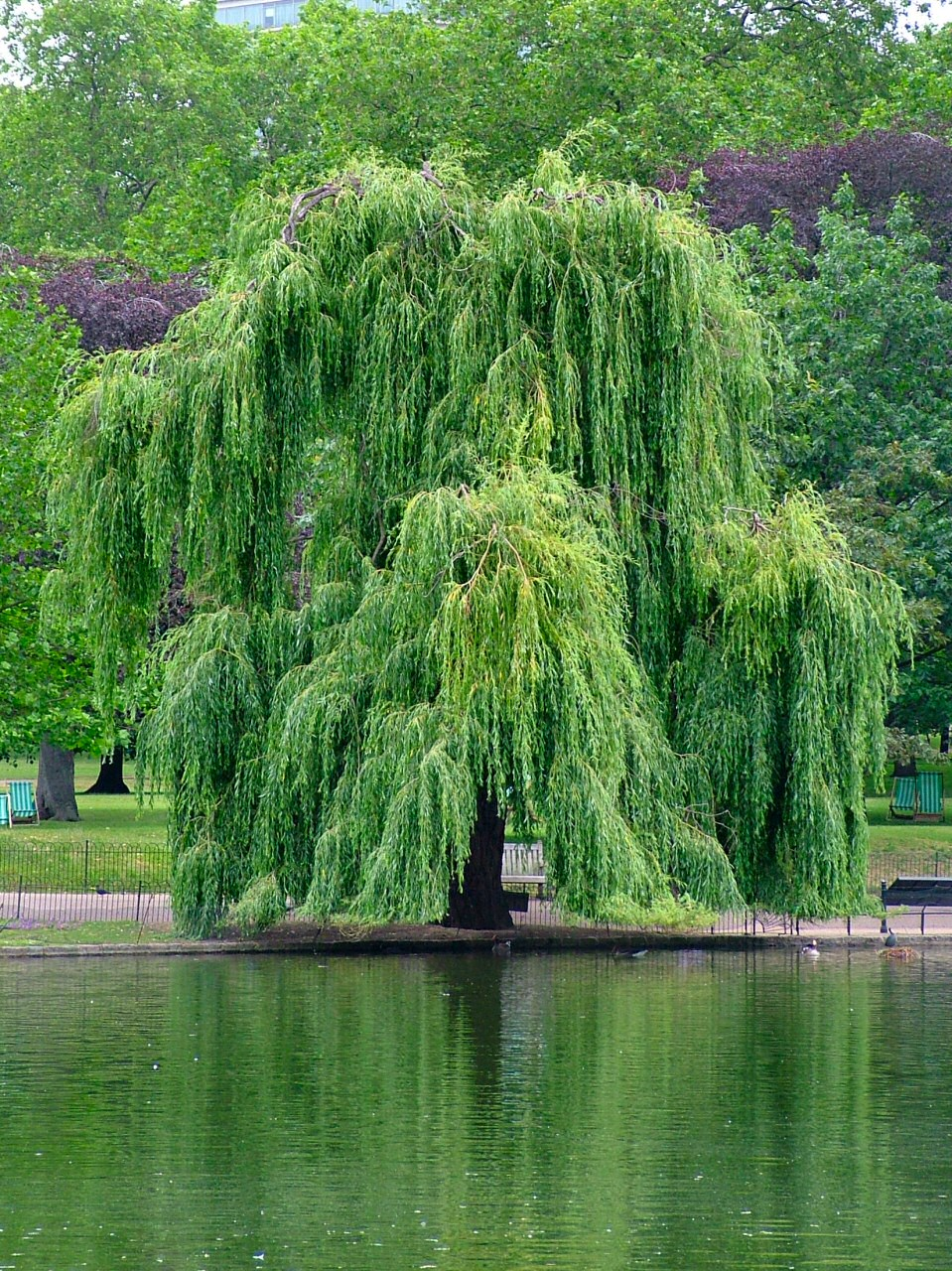
A canção retrata a vida como um salgueiro (foto), e o amor que muda a vida como um vento que dobra a árvore.

"Willow" é uma canção pop, indie folk e chamber folk com um ritmo de hip hop que lembra o álbum de 2017 de Swift, Reputation. É construído em torno de um glockenspiel, tambores, violoncelo, trompa, guitarras eléctricas, violino, flauta e orquestrações, e é caracterizado pelo seu refrão "sem fôlego". Está escrita na chave de mi menor e os vocais de Swift vão de E3 a B5. Construído na forma verso-refrão, segue a progressão harmônica Em–D–Em–D–Em–D–C. Liricamente, "Willow" é uma canção de amor que transmite temas de esperança usando várias metáforas.

## Videoclipe
Um videoclipe de "Willow", dirigido por Swift, foi lançado junto com a música. O vídeo começa como uma continuação do videoclipe de "Cardigan".

## Lista de faixas
Download digital e streaming
1. "Willow" — 3:34[19]

Download digital e streaming (Versão Dancing Witch — Remix de Elvira)
1. "Willow" (Dancing Witch Version) [Elvira remix] — 3:04[20][21]

Download digital e streaming (Versão Lonely Witch)
1. "Willow" (Lonely Witch Version) — 3:34[22]

Download digital e streaming (Versão Moonlit Witch)
1. "Willow" (Moonlit Witch Version) — 3:29[23]

Download digital e streaming – Willow (The Witch Collection) - EP
1. "Willow" — 3:34
2. "Willow" (Versão Dancing Witch) [Elvira remix] — 3:04
3. "Willow" (Versão Lonely Witch) — 3:34
4. "Willow" (Versão Moonlit Witch) — 3:28
5. "Willow" (Videoclipe) — 4:12
6. "Willow" (Lyric video) — 3:40

Download digital e streaming (Versão Dancing Witch — Remix Elvira, exclusivo na loja online)
1. "Willow" (Versão Dancing Witch) [Elvira remix]
2. "Willow" (Versão Instrumental)

Download digital e streaming (Versão Lonely Witch, exclusivo na loja online)
1. "Willow" (Versão Lonely Witch)
2. "Willow" (Demonstração de composição)

Download digital e streaming (Versão Moonlit Witch, exclusivo na loja online)
1. "Willow" (Versão Moonlit Witch)
2. "Christmas Tree Farm" (Ao vivo no iHeartRadio Jingle Ball de 2019)

## Desempenho comercial
| Tabela musical (2020)                                   | Melhor posição |
| ------------------------------------------------------- | -------------- |
| Alemanha (GfK Entertainment Charts)                     | 46             |
| Austrália (ARIA)                                        | 1              |
| Austrália (Ö3 Austria)                                  | 30             |
| Bélgica (Ultratop 40 de Flandres)                       | 16             |
| Canadá (Canadian Hot 100)                               | 1              |
| Chéquia (Singles Digitál Top 100)                       | 66             |
| Eslováquia (Singles Digitál Top 100)                    | 58             |
| Estados Unidos (Billboard Adult Pop Songs)              | 20             |
| Estados Unidos (Billboard Hot 100)                      | 1              |
| Estados Unidos (Billboard Hot Rock & Alternative Songs) | 1              |
| Estados Unidos (Mainstream Top 40)                      | 29             |
| França (SNEP)                                           | 111            |
| Global 200 (Billboard)                                  | 2              |
| Hungria (Single Top 40)                                 | 20             |
| Irlanda (IRMA)                                          | 3              |
| Itália (FIMI)                                           | 70             |
| Lituânia (AGATA)                                        | 25             |
| Nova Zelândia (Recorded Music NZ)                       | 3              |
| Países Baixos (MegaCharts)                              | 61             |
| Portugal (AFP)                                          | 20             |
| Reino Unido (UK Singles Chart)                          | 3              |
| Singapura (RIAS Streaming Chart)                        | 1              |
| Suécia (Sverigetopplistan)                              | 73             |
| Suíça (Schweizer Hitparade)                             | 21             |

## Históricos de lançamentos
| Região         | Data                   | Versão          | Formato(s)                 | Gravadora(s) | Ref.          |
| -------------- | ---------------------- | --------------- | -------------------------- | ------------ | ------------- |
| Várias         | 11 de dezembro de 2020 | Original        | Download digital streaming | Republic     | [ 19 ]        |
| Várias         | 13 de dezembro de 2020 | "Dancing Witch" | Download digital streaming | Republic     | [ 20 ] [ 21 ] |
| Estados Unidos | 14 de dezembro de 2020 | Original        | Rádios hot AC              | Republic     | [ 52 ]        |
| Estados Unidos | 15 de dezembro de 2020 | Original        | Rádios mainstream          | Republic     | [ 53 ]        |
| Várias         | 15 de dezembro de 2020 | "Lonely Witch"  | Download digital streaming | Republic     | [ 22 ]        |
| Várias         | 16 de dezembro de 2020 | "Moonlit Witch" | Download digital streaming | Republic     | [ 23 ]        |
| Itália         | 18 de dezembro de 2020 | Original        | Rádios mainstream          | Universal    | [ 54 ]        |
| Reino Unido    | 25 de dezembro de 2020 | Original        | Rádios mainstream          | Republic     | [ 55 ]        |